# Bob Brown (homme politique australien)
Pour les articles homonymes, voir Bob Brown, Robert Brown et Brown.
Robert James Brown (né le 27 décembre 1944 à Oberon en Nouvelle-Galles du Sud) est un homme politique australien et ancien chef des Verts australiens entre 2005 et 2012. Il est également sénateur de Tasmanie de 1996 à 2012.

## Biographie
Il est le premier membre ouvertement gay du Parlement australien. Brown est élu au Sénat australien sous l'étiquette Verts de Tasmanie, rejoignant sur les bancs du Sénat, le sénateur Vert d'Australie-Occidentale Dee Margetts pour former le premier groupe de Verts après l'élection fédérale de 1996. Il est réélu en 2001 et à nouveau en 2007.
Dans une interview en 1976, Brown annonce son homosexualité, dans le but de mettre en lumière les discriminations et d'encourager une réforme législative, à une époque où l'homosexualité est un crime en Tasmanie.
Pendant qu'il est en fonction au Parlement de Tasmanie, Brown fait campagne pour une augmentation importante des zones naturelles protégées. Il reçoit pour cela le Prix Goldman pour l'environnement en 1990. Brown dirige les Verts australiens pendant une période de croissance de son parti politique parti d'un niveau marginal pour atteindre désormais autour de 10 % dans les sondages au niveau de l'État et au niveau fédéral, présentant des candidats à tous les sièges au niveau fédéral et à presque tous au niveau des territoires et remportant des sièges dans six des huit États et territoires et au niveau fédéral. Au cours des années 2002 à 2004, lorsque les petits partis détenaient la balance du pouvoir, Brown devient un homme politique très connu. Il est célèbre pour ses campagnes de protestation vocale, qui font les titres internationaux le 23 octobre 2003, quand il est suspendu par le Parlement pour être intervenu lors d'une allocution du Président des États-Unis, George W. Bush.